# خانه لوک‌زاده
خانه لوک زاده مربوط به دوره ایلخانی است و در یزد، محله کوچه بیوک، جنب گودالی ارده واقع شده و این اثر در تاریخ ۱۶ دی ۱۳۸۷ با شمارهٔ ثبت ۲۴۴۱۲ به‌عنوان یکی از آثار ملی ایران به ثبت رسیده‌است.